# Міст Джорджа Вашингтона
Міст Джорджа Вашингтона — міст у Нью-Йорку через річку Гудзон, сполучає Мангеттен із Фортом Лі (штат Нью-Джерсі).
Міст будувався під керівництвом архітектора Отмара Амманна з 1927 року. Відкритий 25 жовтня 1931 року. Свою назву здобув через те, що сполучив місця, де під час Війни за незалежність США були два форти на різних берегах Гудзона — форт генерала Чарльза Лі та форт Джорджа Вашингтона. До появи в 1937 році мосту «Золота Брама» у Сан-Франциско міст Джорджа Вашингтона був найбільшою підвісною конструкцією на планеті.
При відкритті на мості було всього шість смуг для руху транспорту. Проте Отмар Амманн передбачив зростання кількості автомобілів. У 1947 році після проведеної реконструкції моста було додано ще дві смуги. У 1962 році відкрили нижній ярус моста з шести смуг. Міст став двоповерховим і найбільшим у світі за кількістю транспортних потоків — чотирнадцять смуг руху. По обидві сторони верхнього ярусу розташовані зони для пішоходів і велосипедів. Міст Джорджа Вашингтона справляється з потоком у 300 тис. автомашин за добу.
Вежі заввишки 185 м планувалися покрити бетоном і гранітом. Проте через Велику депресію було прийнято рішення зекономити на цьому гроші. Також врахували оригінальність індустріального стилю сталевих веж з їх характерними кріпленнями навхрест.
Згодом реформатор архітектури Ле Корбюзьє писав: «Міст Джорджа Вашингтона через Гудзон — найкрасивіший міст у світі. Це єдине благодатне місце в хаотичному місті».

## Галерея

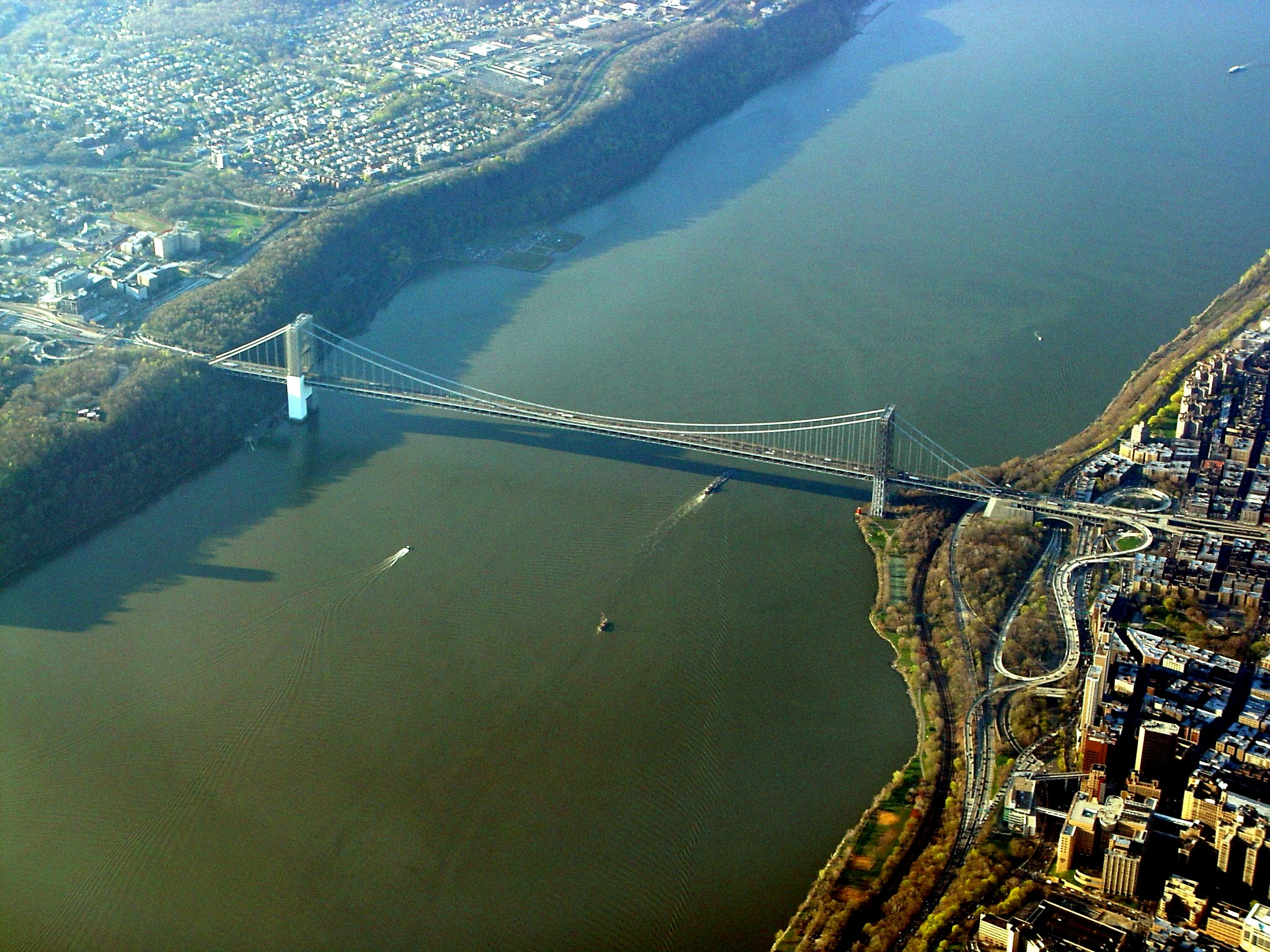
Аерофотознімок мосту, 2003.
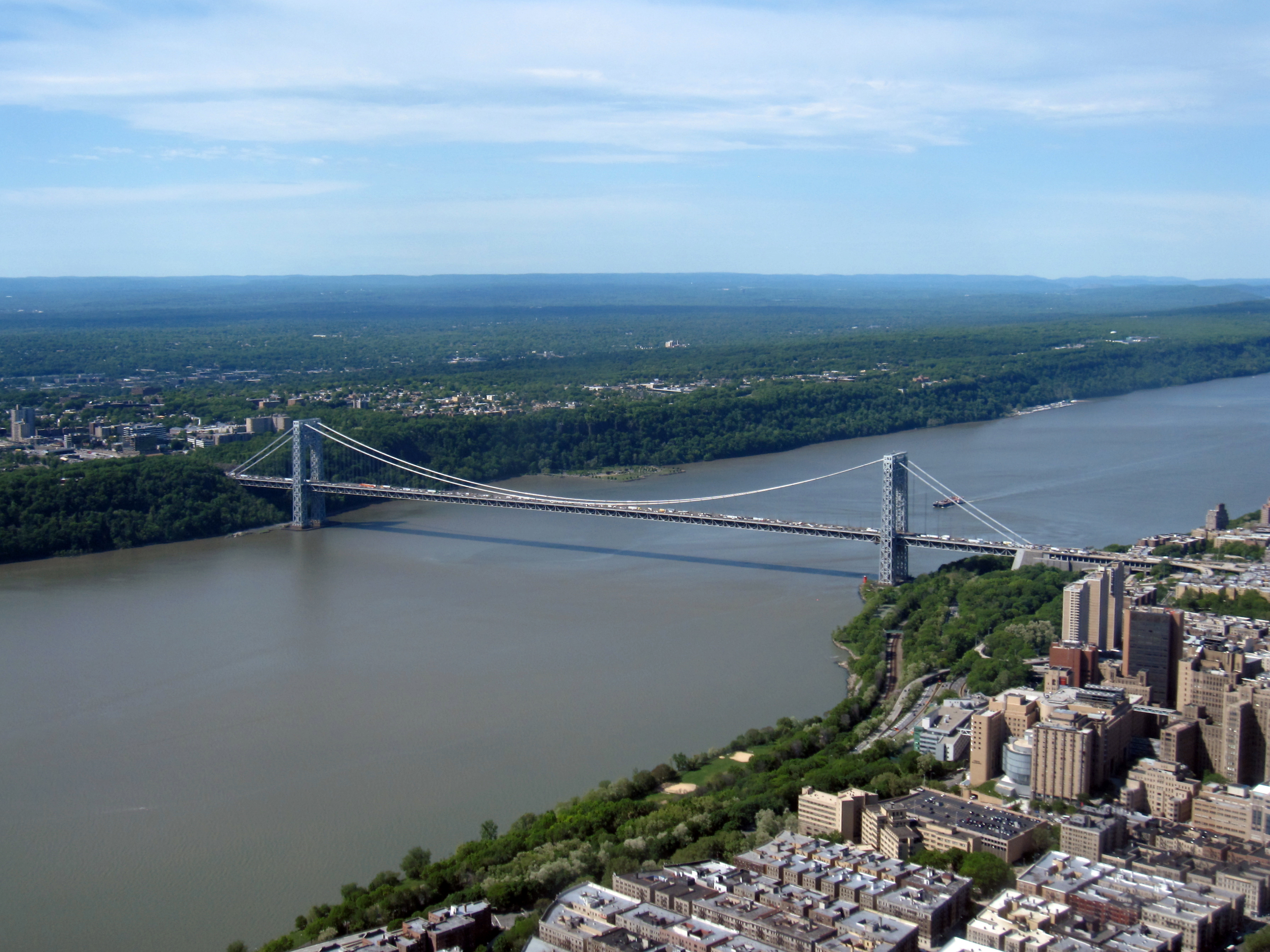
Вид з Мангеттена.
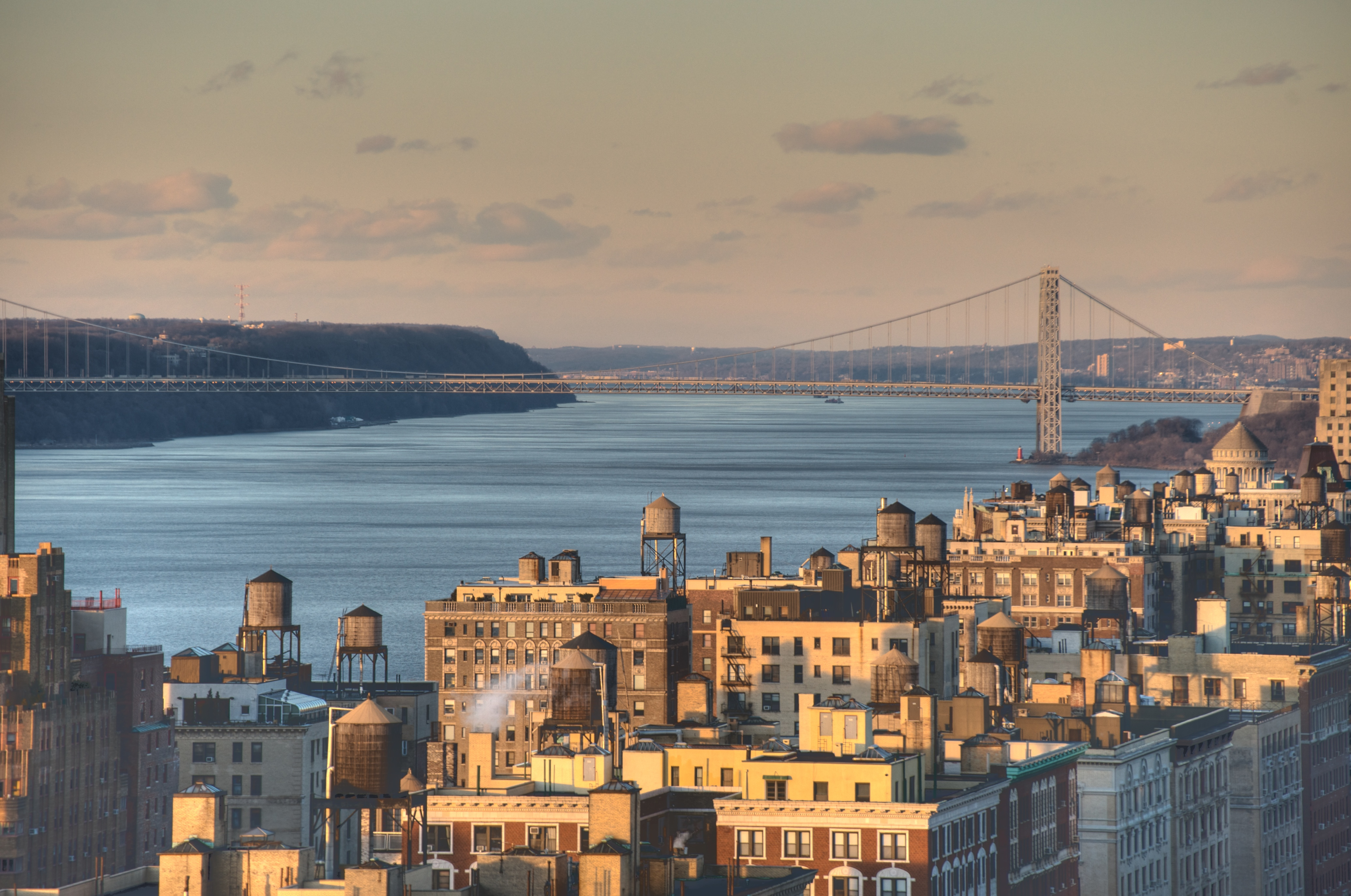
Вид з Верхнього Вест-Сайду
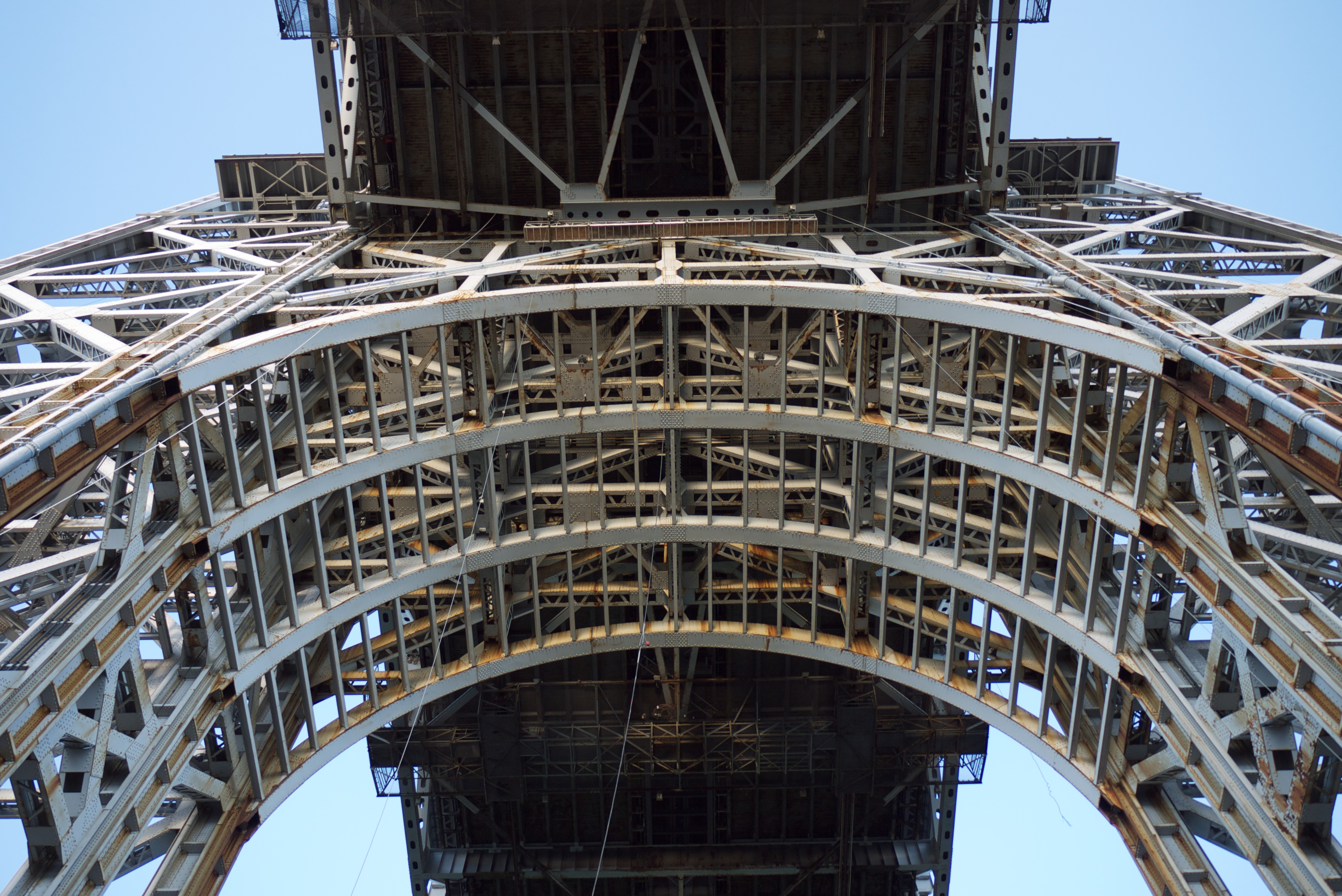
Вид на пілон знизу